# Identificación bacteriana
Identificación bacteriana es el ejercicio práctico en el que se ejercen las pruebas de identificación bacteriana. 
Cada género, inclusive especie, tiene diferentes reacciones cuando se les enfrentan diferentes reactivos, esto se hace a partir de un cultivo puro, ya la bacteria aislada, con estas pruebas podremos decir casi con exactitud de que género y qué especies que esta bacteria. A estas pruebas se les ha llamado como primarias, secundarias y Complementarias.

## 1. Pruebas Primarias
Para la identificación de las bacterias en el laboratorio es importante conocer sus características morfológicas, la reacción a la tinción de Gram, agrupación, propiedades, morfología colonial, reacciones metabólicas como producción de enzimas y reacciones de óxido-fermentación.
La identificación bacteriana primaria se basa en los siguientes puntos:
- Tinción de Gram: Revela la forma de la bacteria, agrupación y grupo taxonómico al que pertenece: Gram positivo o Gram negativo.

- Tinción de Ziehl Neelsen: Las bacterias alcohol-ácido resistentes (BAAR), son difíciles de cultivar, tal vez y en un agar sangre muestre algo de crecimiento, por eso es útil esta tinción de identificación primaria.

- Tinción de esporas: La espora es un mecanismo de defensa generalmente de los géneros Bacillus y Clostridium.

- Prueba de catalasa: La catalasa es una enzima que descompone al peróxido de hidrógeno en oxígeno y agua, esta enzima es similar a la estructura de la hemoglobina.[1] Excluyendo al género Streptococcus y algunos otros la mayoría de las bacterias aerobias y anaerobias facultativas tienen catalasa.

La base de esta prueba es demostrar la presencia de la enzima catalasa, colocando 2 o 3 gotas de solución de peróxido al cultivo.
El resultado es positivo si en la colonia hay efervescencia. Ejemplos:
```
      Catalasa (+): Staphylococcus aureus, Escherichia coli, Pseudomonas sp.
      Catalasa (-): Streptococcus spp.
```

- Prueba de oxidasa: Básicamente es la detección de la enzima oxidasa, muy útil en la identificación de bacterias Gram (-). La reacción de la oxidasa se debe a la presencia del sistema de citocromo-oxidasa, la cual activa citocromos reducidos por oxígeno molecular, por la transferencia de un aceptor al estado terminal del sistema de transferencia de electrones.

El sistema de citocromos está generalmente presente en organismos aeróbicos. Un resultado positivo a la oxidasa consiste en una serie de reacciones en las cuales un componente autooxidable del sistema de citocromo es al final catalizado. Utilizando un tubo capilar con tetrametil-p-phenylendiamina al 1 %, se adiciona una pequeña cantidad a un cultivo bacteriano colocado sobre un papel filtro y obtenemos las siguientes reacciones: una reacción positiva (presencia de oxidasa) se indica por la apariencia de un color púrpura obscuro en el papel, en menos de 10 segundos; al contrario una reacción negativa, que consiste en una ausencia de color púrpura, indica según los ejemplos:
```
      Oxidasa (+): Pasteurella multocida
      Oxidasa (-): Escherichia coli
```

- Ácido de la Glucosa: La mayoría de las bacterias de interés médico usan la glucosa como fuente de carbono, como parte importante de su metabolismo. Se determina si la bacteria usa la glucosa produciendo ácido y/o gas a partir de dicho carbohidrato. En un tubo con agua peptonada al 1 % tapado, y un tubo de Durham, se inocula la bacteria por agitación teniendo cuidado de no mover el tubo de Durham e incubándolo 24 horas a 37 °C se obtienen los siguientes resultados.

Si la bacteria usa la glucosa producirá ácido y/o gas, por lo tanto el agua peptonada se observará rosa, si produce gas, se observará una burbuja en el tubo de Durham. Ejemplos:
```
      Ácido y gas a partir de la glucosa: Escherichia coli
      Negativo a producción de gas: Proteus stuartii.
```

- Prueba de O/F: Para realizar esta prueba se usa el medio básico de Hugh y Leisfon con un pH de 7.1. Es un medio semisólido de color verde que se inocula por picadura, contiene carbohidratos como: glucosa, lactosa, sacarosa o maltosa al 10 %. Como indicador de pH tiene Azul de bromotimol. Se usa en dos tubos, uno sin aceite y otro con aceite o vaselina sellándolo. Se inoculan los dos tubos con la bacteria por picadura y se mantiene a 37 °C por 24 horas, obteniéndose:

| TUBO ABIERTO                     | TUBO SELLADO | INTEPRETACIÓN       |
| -------------------------------- | ------------ | ------------------- |
| Amarillo                         | Verde        | Oxidación (aerobio) |
| Amarillo (anaerobio facultativo) | Amarillo     | Fermentación        |
| Verde (anaerobio estricto)       | Amarillo     | Fermentación        |
| Verde                            | Verde        | Negativo (NH3)      |

- Prueba de Motilidad: Llamada también de la gota suspendida. Algunas bacterias son móviles por presentar flagelo, los flagelos son encontrados principalmente en las formas bacilares y pueden presentarse en número y posición variados(monotricos, peritricos, etc.). La base de esta prueba es determinar si la bacteria es móvil o inmóvil. Con un asa de inoculación se le coloca a un cubreobjetos un poco de muestra y se le agrega una gota de agua destilada. Se coloca sobre un portaobjetos y se observa al microscopio. Podremos observar si las bacterias tienen movimientos rectilíneos o curvos y en todas direcciones. Ejemplos:

```
      Motilidad (+): como en Pseudomonas auruginosa.
      Motilidad (-): como en Pasteurella multocida.
```

## 2. Pruebas Secundarias.
La identificación se fundamenta en la comparación del microorganismo que deseamos identificar con los microorganismos de identidad conocida. La exactitud de la identificación depende de la eficacia del trabajo preparatorio así como su grado. Estas pruebas se clasifican de la siguiente manera:
- Simples: Citrato, Malonato, MR-VP, Nitrato y Leche Tornasol.
- Múltiples: TSI, LIA y SIM.
- Especiales: Coagulasa, Hialuronidasa y Acriflavina.